# Petrovice u Karviné
Petrovice u Karviné é uma comuna checa localizada na região de Morávia-Silésia, distrito de Karviná‎.